# Epidendrum purpurascens
Coilostylis clavata là một loài thực vật có hoa trong họ Lan. Loài này được Focke mô tả khoa học đầu tiên năm 1851.